# Liste der Monuments historiques in Ameuvelle
Die Liste der Monuments historiques in Ameuvelle führt die Monuments historiques in der französischen Gemeinde Ameuvelle auf.

## Liste der Objekte
| Bezeichnung                                           | Beschreibung | Standort                         | Kennzeichnung | Schutzstatus | Datum | Bild |
| ----------------------------------------------------- | --- | -------------------------------- | ------------- | ------------ | ----- | ---- |
| Pietà                                                 | Sandstein, 17. Jahrhundert | in der Wegekapelle (Lage)        | PM88001208    | Inscrit      | 1981  |      |
| Wegekreuz                                             | Stein, bezeichnet 1528 | Grande Rue (Lage)                | PM88000005    | Classé       | 1947  |      |
| Skulptur Heiliger Blasius                             | Stein, 16. Jahrhundert | in der Kirche St-Renobert (Lage) | PM88000002    | Classé       | 1947  |      |
| Skulptur Heiliger Nikolaus                            | Holz, farbig gefasst, 18. Jahrhundert | in der Kirche St-Renobert (Lage) | PM88001207    | Inscrit      | 1981  |      |
| Skulptur Der heilige Crispinus an seinem Arbeitstisch | Kalkstein, 16. Jahrhundert | in der Kirche St-Renobert (Lage) | PM88000006    | Classé       | 1982  |      |
| Taufbecken                                            | Sandstein, 15. und 16. Jahrhundert | in der Kirche St-Renobert (Lage) | PM88001206    | Inscrit      | 2007  |      |
| Hauptaltar                                            | Altartisch, Tabernakel, Retabel, Gemälde und eine Skulptur; Holz, farbig gefasst und vergoldet, sowie Ölfarbe auf Leinwand, 18. Jahrhundert; zugehörig PM88001210 bis PM88001212 | in der Kirche St-Renobert (Lage) | PM88001209    | Inscrit      | 1982  |      |
| Skulptur Johannes der Täufer                          | Holz, farbig gefasst, 18. Jahrhundert | in der Kirche St-Renobert (Lage) | PM88001210    | Inscrit      | 1982  |      |
| Skulptur eines heiligen Bischofs                      | Holz, farbig gefasst, 18. Jahrhundert | in der Kirche St-Renobert (Lage) | PM88001211    | Inscrit      | 1982  |      |
| Gemälde Heiliger Bischof                              | Ölfarbe auf Leinwand, 18. Jahrhundert | in der Kirche St-Renobert (Lage) | PM88001212    | Inscrit      | 1982  |      |
| Skulptur Johannes der Täufer                          | Stein, 16. Jahrhundert | in der Kirche St-Renobert (Lage) | PM88000003    | Classé       | 1963  |      |
| Pietà                                                 | Stein, 16. Jahrhundert | in der Kirche St-Renobert (Lage) | PM88000004    | Classé       | 1963  |      |